# Guinsa
Guinsa (구인사?, 救仁寺?, Gu-insaLR, Ku-insaMR) è un tempio buddista nella contea di Danyang, Chungcheong Settentrionale, Corea del Sud. Situato sotto il picco Yeonhwabong dei monti Sobaek, è la residenza principale dei monaci seguaci del buddismo Cheontae e presiede oltre 140 templi in tutta la nazione.

## Storia

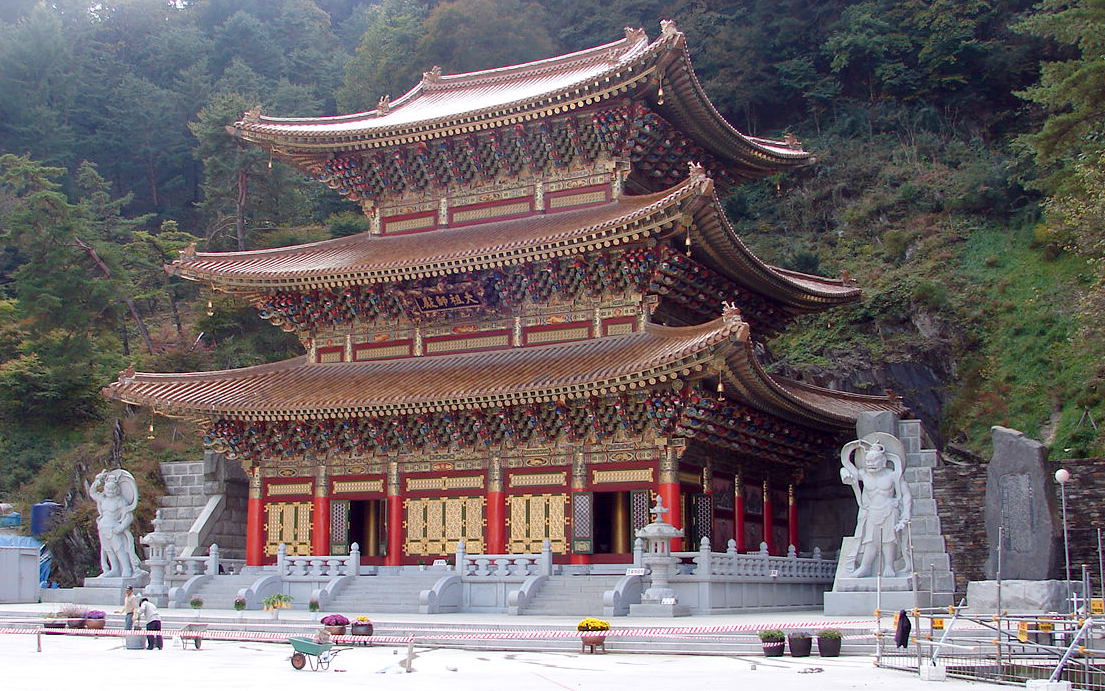
Daejosajeon.

Guinsa è stato realizzato sotto la guida del monaco Sangwol Wongak (1911-1974), che sul posto aveva inizialmente costruito una capanna per praticare l'ascetismo. Per festeggiare il raggiungimento dell'illuminazione sulle verità dell'universo, promosse la costruzione del tempio, che venne completato nel maggio 1945. Il 28 dicembre 1951 venne designato come chiesa principale dell'ordine Cheontae. Nel 1966 venne raso al suolo da un incendio e ricostruito in cemento; il 29 aprile 1980 venne inaugurato il santuario principale. Il tempio fu ulteriormente ampliato nell'agosto 1996.
Nel 2008 è stata inaugurata una mostra stabile sulla storia del buddismo Cheontae, mentre nel 2013 è stato aperto un museo in cui sono preservati materiali storici e accademici dell'ordine.

## Struttura

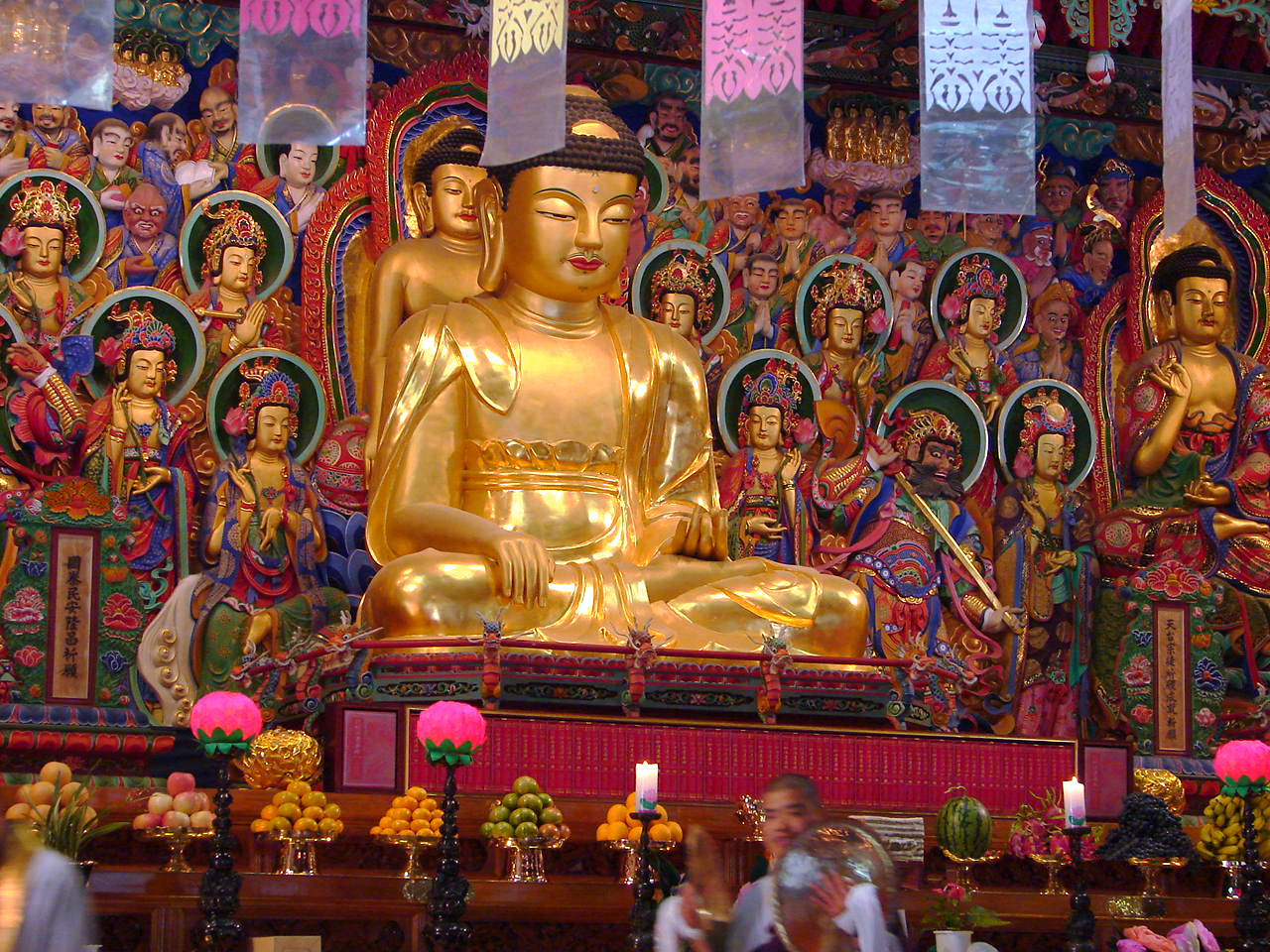
Statua di Gautama Buddha esposta nel tempio.

Guinsa si distingue dagli altri templi buddisti coreani per la presenza di edifici a più piani, contrariamente ai tradizionali uno o due, e per l'architettura particolarmente colorata e vistosa; la finitura del tetto è occasionalmente di smalto arancione, simile a quella della Città Proibita di Pechino, anziché di ardesia nera.
Al complesso, che sorge su un lotto di 15.014 metri quadrati ed è composto da una cinquantina di padiglioni, si accede dal Cancello dei quattro re celesti (사천왕문?, Sacheon-wangmunLR), giungendo al Daebeopdang (대법당?), il santuario buddista più grande del Paese, alto cinque piani con una capienza di 5.000 persone; all'interno si trova una statua dorata di Gautama Buddha. Attorno sorgono edifici che possono ospitare fino a 10.000 visitatori.
Sul posto si trova anche il Daejosajeon (대조사전?), un tempio costruito nel 2000 e dedicato a Sangwol Wongak, la cui statua è conservata all'interno. Gli insegnamenti del gran maestro sono inoltre incisi sul Beopeobi, un monumento di pietra.